# Chinesinho
Sidney Colônia Cunha, meglio noto come Chinesinho o anche Cinesinho (Rio Grande, 28 giugno 1935 – Rio Grande, 16 aprile 2011), è stato un calciatore e allenatore di calcio brasiliano, di ruolo mezzala.

## Biografia
La sua data di nascita è stata spesso argomento di disputa. La Panini, nei suoi album di figurine, gli attribuì nelle sue prime due stagioni in Italia la data del 1º gennaio, data che lui stesso ha sempre confermato come sua data di nascita, mentre dalla sua terza stagione (la sua seconda col Catania), veniva riportata quella del 28 giugno e cioè quella riportata sulla sua carta d'identità. L'albo degli allenatori inoltre lo registrò come nato il 13 gennaio. Altre fonti invece riportano come sua data di nascita il 15 settembre.
Il figlio, Sidney Cunha, nato a San Paolo il 15 giugno 1961, ha giocato come interno negli anni 80 nelle giovanili del Catania e nel Forlì, senza mai arrivare al livello del padre.
È deceduto il 16 aprile 2011, dopo essere stato a lungo malato di Alzheimer. I suoi funerali si sono tenuti il 18 aprile a San Leopoldo, nello stato di Rio Grande do Sul; il suo corpo è stato cremato. Il 17 aprile, giorno successivo alla scomparsa, allo stadio Angelo Massimino di Catania, in occasione dell'incontro Catania-Lazio (1-4) è stato osservato un minuto di raccoglimento in sua memoria.

## Caratteristiche tecniche

### Giocatore
Come molti altri calciatori brasiliani, aveva un soprannome legato al suo aspetto, che con gli occhi a mandorla e il viso paffuto, unitamente a una statura che non arrivava al metro e settanta, lo faceva sembrare un piccolo cinese ("chinesinho" in portoghese).
Veloce e tecnico, soffriva le marcature strette, ciò nonostante scendeva anche in difesa per iniziare nuovamente l'azione d'attacco, dove poi si rendeva pericoloso battendo calci d'angolo e punizioni a effetto: in questo senso rimane nella memoria un suo gol su calcio piazzato, tirato in prossimità della bandierina in un Napoli-Juventus del campionato 1967-1968, con Zoff e la difesa azzurra rimasti sorpresi dall'audace traiettoria impressa al pallone.

## Carriera

### Giocatore

#### Gli inizi in patria
Giocò in Brasile nel Renner, nell'Internacional e nel Palmeiras; in questo periodo, fu convocato 17 volte in nazionale, collezionando 7 reti.
Nel 1955 debuttò nell'International di Porto Alegre, insieme a Larry e Bodinho, vincendo in quello stesso anno il Campionato Gaúcho, titolo che aveva già vinto con il Renner l'anno precedente, e nel 1956 fu convocato nella nazionale brasiliana per i Giochi Panamericani di quell'anno disputati a Città del Messico, vinti con Cinesinho che nel corso della manifestazione realizzò quattro reti (tre nel 7-1 contro la Costa Rica e una contro gli storici rivali dell'Argentina).
Nel 1958 insieme a Valdir e Andrade fu ceduto al Palmeiras, con cui nel 1959, insieme a Valdir, Djalma Santos, Zequinha, Julinho, vinse il campionato Paulista, contro il Santos di Pelé dopo tre incontri di finale di cui il terzo giocato allo stadio Pacaembu di San Paolo. Nel 1960 con la sua squadra di club vinse la Taça Brasil.
Nel Palmeiras realizzò in totale 55 reti. Negli stessi anni, con la nazionale partecipò al Campeonato Sudamericano di Argentina 1959, ma in occasione del successivo campionato del mondo 1962 disputati in Cile gli fu preferito Mengálvio.

#### L'esperienza italiana e gli ultimi anni

Cinesinho in allenamento con il Catania a metà degli anni 60

Arrivò in Italia nel 1962, accasandosi al Modena neopromosso in Serie A; a proposito della sua cessione, Arnaldo Tirone, presidente del Palmeiras, ricordò che «con i soldi della vendita di Cinesinho il Palmeiras acquistò 15 giocatori formando così la prima academia, una grande squadra».
Al termine della prima stagione in Italia, in cui pur essendo stato frenato dagli infortuni, aveva dato un notevole contributo alla salvezza dei canarini con 3 reti in 20 gare (di cui la prima realizzata contro il Genoa nella prima partita casalinga giocata allo stadio Alberto Braglia), passò nel 1963 al Catania dove rimase per due anni totalizzando 59 presenze e 5 reti, disputando anche la finale di Coppa delle Alpi 1964 persa contro il Genoa allo stadio Wankdorf di Berna.
Nell'estate 1965 passò alla Juventus sostituendo nel ruolo e nel numero di maglia Omar Sívori, e vincendo all'esordio in bianconero la Coppa Italia 1964-1965 nella finale disputata il 29 agosto contro la Grande Inter allo stadio Olimpico di Roma. Nella formazione allenata dal paraguaiano Heriberto Herrera divenne, grazie alle sue doti di palleggio, tecnica e lanci, il faro di centrocampo dei bianconeri campioni d'Italia nella stagione 1966-1967.
Nei tre campionati disputati a Torino segnò 8 reti in 85 partite, dopodiché nell'estate 1968 fu ceduto al L.R. Vicenza; con i biancorossi visse una seconda giovinezza realizzando 10 reti in 90 partite.
Esordì anche nella NASL con la maglia dei N.Y. Cosmos.

### Allenatore
Chiusa la carriera, ricoprì incarichi tecnici nelle file beriche, fra cui quelli di secondo allenatore e anche di allenatore della prima squadra. Allenò poi il Foggia con cui retrocedette in Serie C e il Forlì, con cui sfiorò la promozione in Serie B nella stagione 1979-1980, ma fu poi esonerato nel campionato successivo.
Nel 1985 tornò ad allenare il Palmeiras per 14 incontri, ottenendo 5 vittorie, 6 pareggi e 3 sconfitte.
Nel 1995, allenando la formazione "Giovanissimi" del Modena, ebbe tra i ragazzi un promettente Luca Toni.

## Statistiche

### Cronologia presenze e reti in nazionale
| Cronologia completa delle presenze e delle reti in nazionale ― Brasile | Cronologia completa delle presenze e delle reti in nazionale ― Brasile | Cronologia completa delle presenze e delle reti in nazionale ― Brasile | Cronologia completa delle presenze e delle reti in nazionale ― Brasile | Cronologia completa delle presenze e delle reti in nazionale ― Brasile | Cronologia completa delle presenze e delle reti in nazionale ― Brasile | Cronologia completa delle presenze e delle reti in nazionale ― Brasile | Cronologia completa delle presenze e delle reti in nazionale ― Brasile |
| Data                                                                   | Città                                                                  | In casa                                                                | Risultato                                                              | Ospiti                                                                 | Competizione                                                           | Reti                                                                   | Note                                                                   |
| ---------------------------------------------------------------------- | ---------------------------------------------------------------------- | ---------------------------------------------------------------------- | ---------------------------------------------------------------------- | ---------------------------------------------------------------------- | ---------------------------------------------------------------------- | ---------------------------------------------------------------------- | ---------------------------------------------------------------------- |
| 08/03/1956                                                             | Città del Messico                                                      | Messico                                                                | 1 – 2                                                                  | Brasile                                                                | Campionato Panamericano                                                | -                                                                      |                                                                        |
| 13/03/1956                                                             | Città del Messico                                                      | Brasile                                                                | 7 – 1                                                                  | Costa Rica                                                             | Campionato Panamericano                                                | 3                                                                      |                                                                        |
| 18/03/1956                                                             | Città del Messico                                                      | Brasile                                                                | 2 – 2                                                                  | Argentina                                                              | Campionato Panamericano                                                | 1                                                                      |                                                                        |
| 26/03/1959                                                             | Buenos Aires                                                           | Brasile                                                                | 3 – 1                                                                  | Uruguay                                                                | Coppa America 1959                                                     | -                                                                      |                                                                        |
| 29/03/1959                                                             | Buenos Aires                                                           | Brasile                                                                | 4 – 1                                                                  | Paraguay                                                               | Coppa America 1959                                                     | 1                                                                      |                                                                        |
| 04/04/1959                                                             | Buenos Aires                                                           | Argentina                                                              | 1 – 1                                                                  | Brasile                                                                | Coppa America 1959                                                     | -                                                                      |                                                                        |
| 29/04/1960                                                             | Il Cairo                                                               | Rep. Araba Unita                                                       | 0 – 5                                                                  | Brasile                                                                | Amichevole                                                             | -                                                                      |                                                                        |
| 01/05/1960                                                             | Il Cairo                                                               | Rep. Araba Unita                                                       | 1 – 3                                                                  | Brasile                                                                | Amichevole                                                             | -                                                                      |                                                                        |
| 06/05/1960                                                             | Il Cairo                                                               | Rep. Araba Unita                                                       | 0 – 3                                                                  | Brasile                                                                | Amichevole                                                             | -                                                                      |                                                                        |
| 10/05/1960                                                             | Copenaghen                                                             | Danimarca                                                              | 3 – 4                                                                  | Brasile                                                                | Amichevole                                                             | 1                                                                      |                                                                        |
| 26/05/1960                                                             | Buenos Aires                                                           | Argentina                                                              | 4 – 2                                                                  | Brasile                                                                | Copa Roca                                                              | -                                                                      |                                                                        |
| 29/05/1960                                                             | Buenos Aires                                                           | Argentina                                                              | 1 – 4                                                                  | Brasile                                                                | Copa Roca                                                              | -                                                                      |                                                                        |
| 29/06/1960                                                             | Rio de Janeiro                                                         | Brasile                                                                | 4 – 0                                                                  | Cile                                                                   | Amichevole                                                             | -                                                                      |                                                                        |
| 03/07/1960                                                             | Asunción                                                               | Paraguay                                                               | 1 – 2                                                                  | Brasile                                                                | Coppa dell'Atlantico                                                   | -                                                                      |                                                                        |
| 09/07/1960                                                             | Montevideo                                                             | Uruguay                                                                | 1 – 0                                                                  | Brasile                                                                | Coppa dell'Atlantico                                                   | -                                                                      |                                                                        |
| 12/07/1960                                                             | Rio de Janeiro                                                         | Brasile                                                                | 5 – 1                                                                  | Argentina                                                              | Coppa dell'Atlantico                                                   | 1                                                                      |                                                                        |
| 29/06/1961                                                             | Rio de Janeiro                                                         | Brasile                                                                | 3 – 2                                                                  | Paraguay                                                               | Amichevole                                                             | -                                                                      |                                                                        |
| Totale                                                                 |                                                                        | Presenze                                                               | 17                                                                     |                                                                        | Reti (63º posto)                                                       | 7                                                                      |                                                                        |

## Palmarès

### Giocatore

#### Club

##### Competizioni statali
- Campionato Gaúcho: 2

Renner: 1954
Internacional: 1955
- Campionato paulista: 1

Palmeiras: 1959

##### Competizioni nazionali
- Taça Brasil: 1

Palmeiras: 1960
- Coppa Italia: 1

Juventus: 1964-1965
- Campionato italiano: 1

Juventus: 1966-1967

#### Nazionale
- Campionato Panamericano: 1

Città del Messico 1956

### Allenatore
- Campionato Interregionale: 1

Bassano: 1985-1986 (girone C)